# Сен-Пьер-дю-Пале
Сен-Пьер-дю-Пале́ (фр. Saint-Pierre-du-Palais) — коммуна во Франции, находится в регионе Пуату — Шаранта. Департамент коммуны — Шаранта Приморская. Входит в состав кантона Монгион. Округ коммуны — Жонзак.
Код INSEE коммуны — 17386.

## Население
Население коммуны на 2010 год составляло 364 человека.
| 1962 | 1968 | 1975 | 1982 | 1990 | 1999 | 2010 |
| ---- | ---- | ---- | ---- | ---- | ---- | ---- |
| 347  | 340  | 293  | 286  | 260  | 262  | 364  |